# تپه چهارشوت تپه سی ۱
تپه چهارشوت تپه سی ۱ مربوط به سده‌های اولیه و میانه دوران‌های تاریخی پس از اسلام است و در شهرستان زنجان، بخش مرکزی، دهستان قلتوق، ۱۰۰ متری شمال شرقی روستای شیخ جابر واقع شده و این اثر در تاریخ ۲۶ اسفند ۱۳۸۷ با شمارهٔ ثبت ۲۵۹۳۸ به‌عنوان یکی از آثار ملی ایران به ثبت رسیده‌است.